# アランツァス聖堂

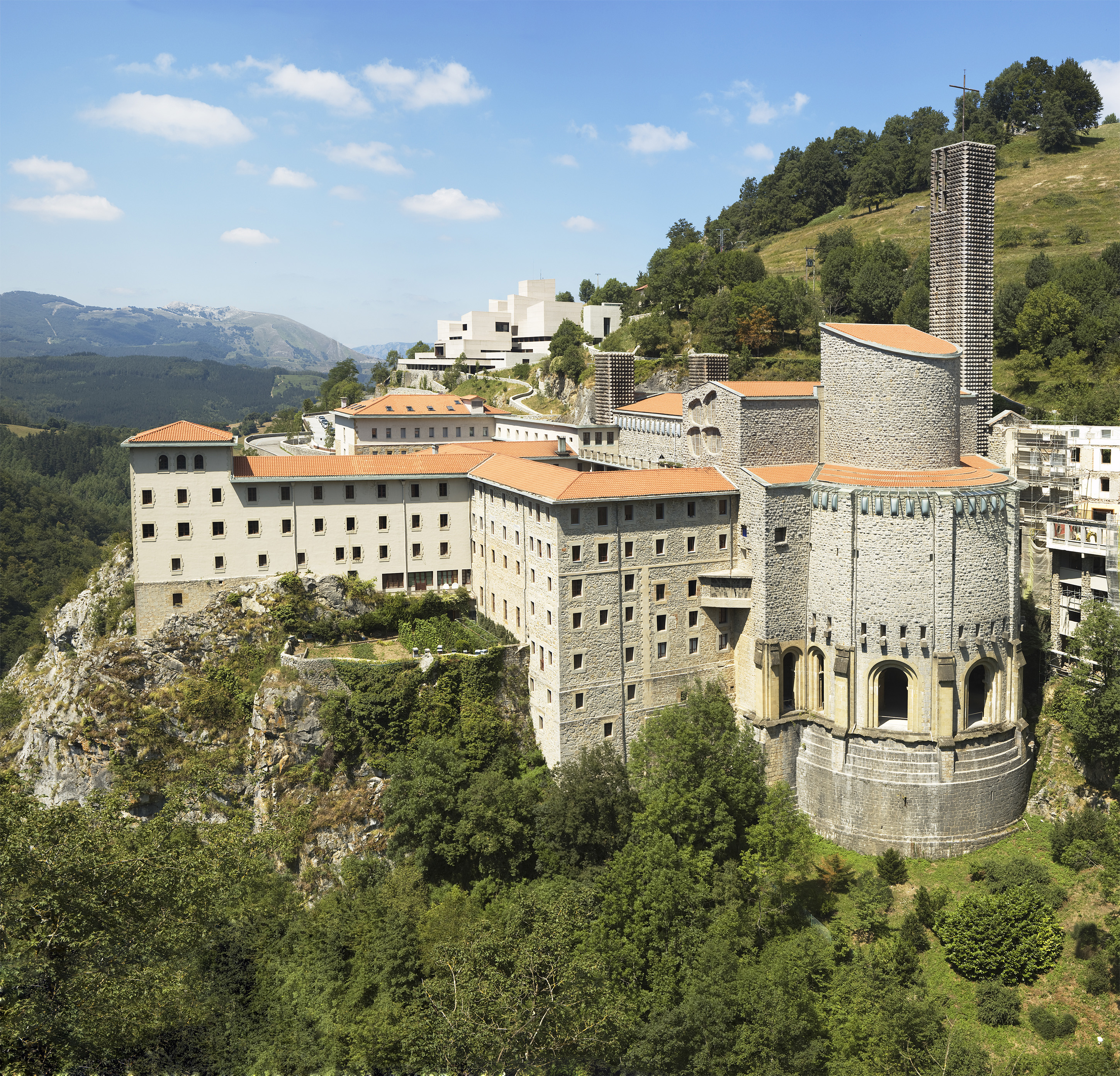
崖上に据えられた聖堂

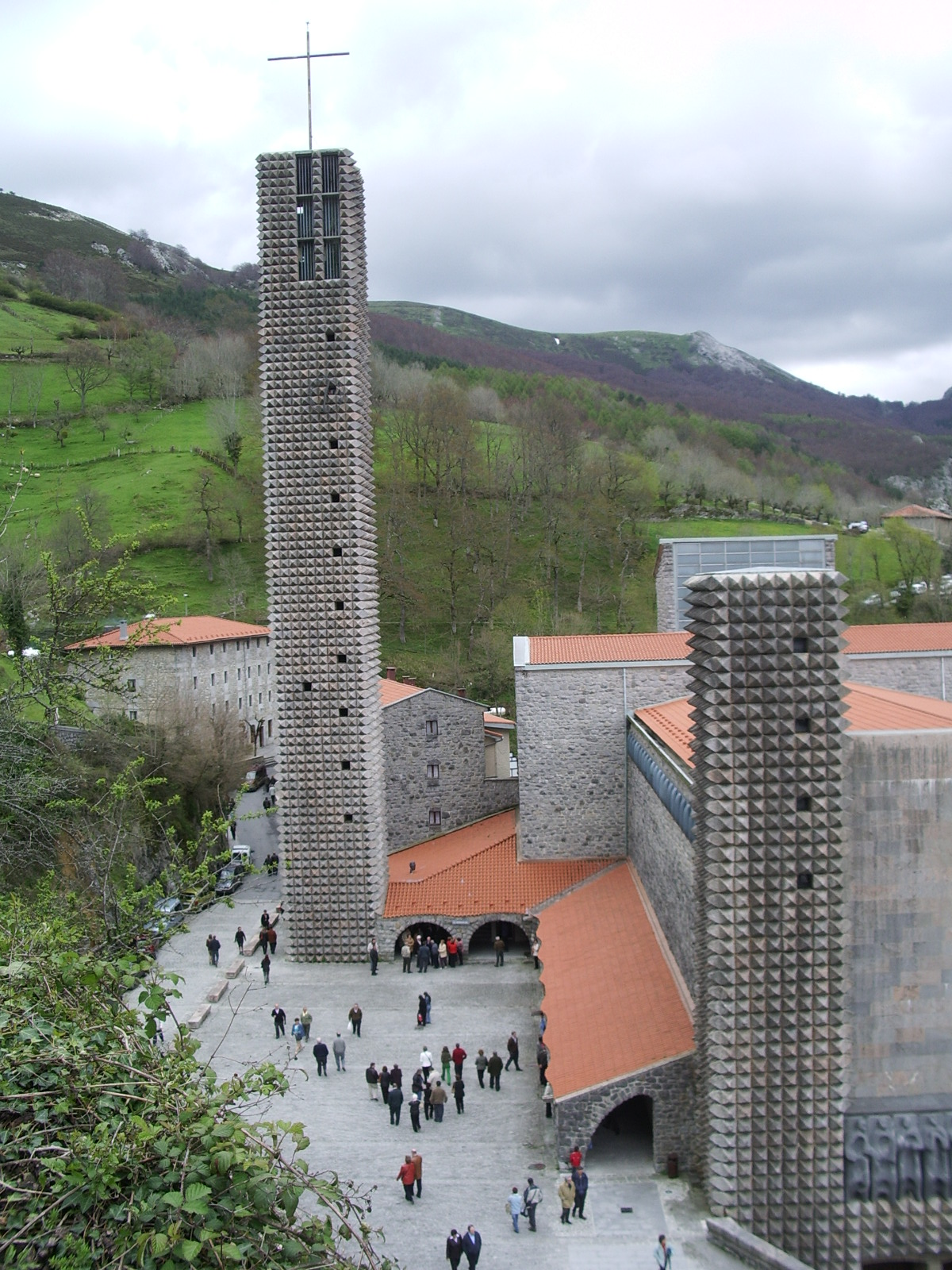
アランツァス塔

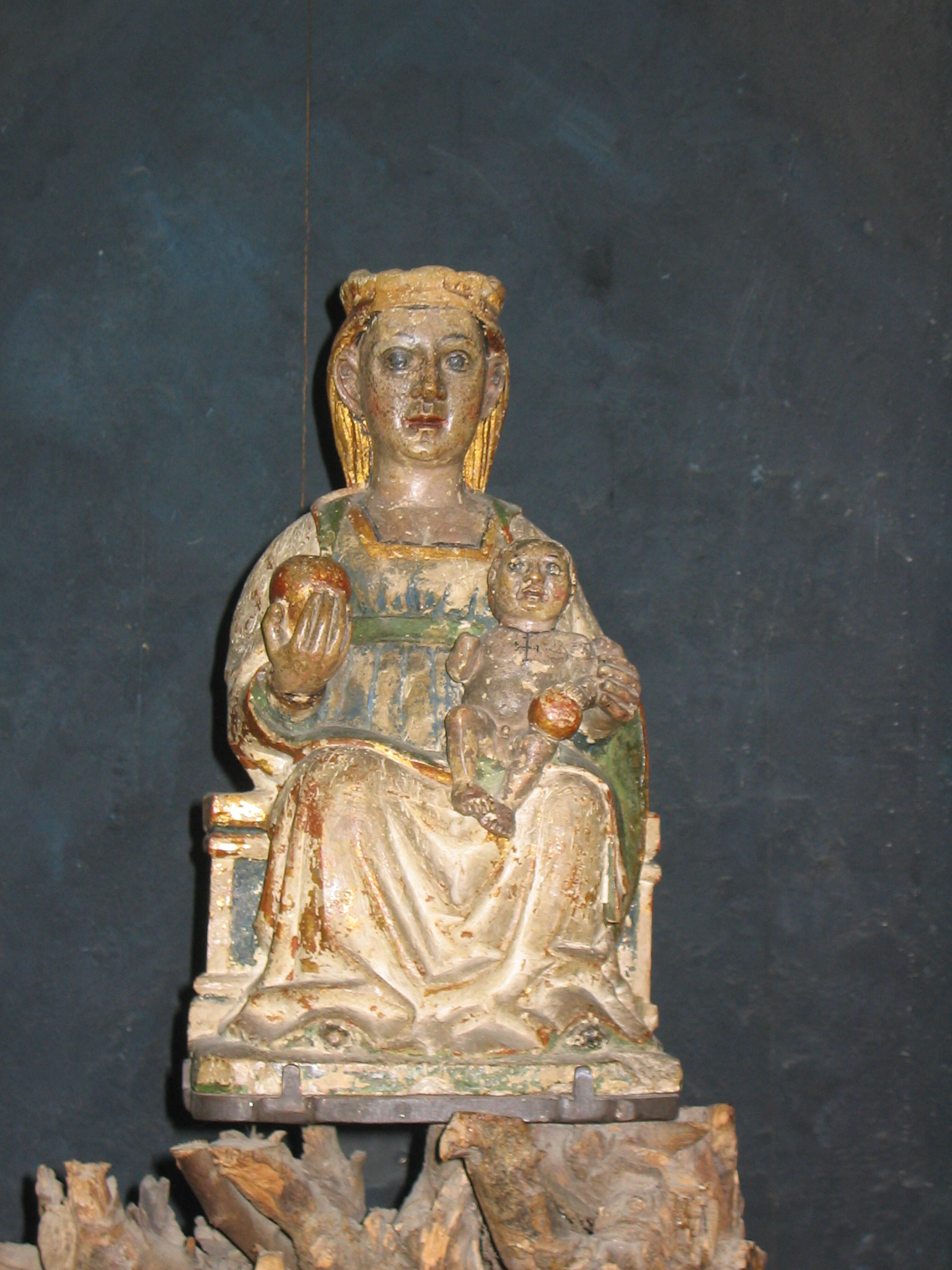
アランツァスの聖母

アランツァス聖堂(バスク語: Santuario de Nuestra Señora de Aránzazu, 英語: Sanctuary of Arantzazu, [aˈɾants̻as̻u])またはアランサス聖堂(スペイン語: Santuario de Nuestra Señora de Aránzazu)は、スペイン・バスク自治州・ギプスコア県・オニャティにあるフランシスコ修道会の聖堂（教会堂）。アランツァス教会堂、アランツァスの聖母聖堂などとも。

## 立地
イグナチオ・デ・ロヨラとともにギプスコア県の守護聖人であるアランツァスの聖母が主要な崇敬対象であり、この聖堂はギプスコア人の間では高く評価されている。アイスコリ山中腹の高原の静けさや穏やかな雰囲気に加え、良好な道路インフラが整っているため、多数の信奉者が訪れるほか、地域内だけでなくスペイン国外からも観光客が訪れる。オニャティの中心部から約10km、聖堂は標高750m地点にあり、ハイカーにとってこの聖堂はいくつかの山岳トレイルや縦走の出発地点でもあり、ウルビア牧草地やアイスコリ山系、アロニャ山塊などへの経路を提供している。

## 名称
1469年、アランツァスの聖母が羊飼いのロドリゴ・デ・バランサテギの前に現れた場所がこの地点であるとされている。伝承によれば聖母は灌木の茂みの中におり、羊飼いが「そなた、その中のそなた」(Arantzan zu?!)と叫んだ言葉が、この場所の名前となったという。言語学的説明によればこの場所の名称は「arantza + zu」（サンザシに満ちた場所）に起因する。アランツァスという名は、アランツァ(Arantza)やアランツァス(Arantzazu)という形態でスペインの女性名にも見つけることができ、特にビスカヤ県とギプスコア県に多い。また、スペイン語の音声学に沿ったアランチャ(スペイン語 : Arancha, バスク語 : Arantxa)という形態も見られる。

## 歴史
1468年に羊飼いの前に聖母が現れた後、フランシスコ修道会の聖堂（教会堂）が建設され、1522年には修道生活に入ったばかりのイグナチオ・デ・ロヨラも訪れた。聖堂は数度の火災に見舞われ、オリジナルの部分は完全に焼失したが、1950年に再建計画が考案され、バスク地方の芸術家たちがバシリカの再建に携わった。フランシスコ・ハビエル・サエンス・デ・オイサとルイス・ラオルガが建築家たちの指揮を執り、ルシオ・ムニョス（祭壇上部の装飾）、ホルヘ・オテイサ（十四人の使徒の彫刻）、エドゥアルド・チリーダ（入口扉）、ネストル・バステレチェア（地下聖堂の絵画）、シャビエル・アルバレス・デ・エウラテ（窓のステンドグラス）などの芸術家が作業に参加。1955年にバシリカの建物が完成し、宗教建築としてだけでなく芸術的にも高く評価されている。1955年からは長らく作業が中断していたが、アランツァスの聖母顕現500周年の1969年に全体が完成した。1968年にエウスカルツァインディア（バスク語アカデミー）が共通バスク語の骨子を提言したのはこの聖堂だった。1970年代にはバスク地方分離独立主義組織バスク祖国と自由(ETA)がこの聖堂に別の意味を付加し、オテイサによるピエタ像を、グアルディア・シビル（治安警察）によって殺害された活動家のチャビ・エチェバリエタのオマージュとして解釈した。聖堂はETAと政府当局の交渉の場としても機能しており、公式・非公式な折衝の場となった。1995年、バスク地方出身の映画監督であるアレックス・デ・ラ・イグレシアは、アランツァス聖堂も舞台とした『ビースト 獣の日』というSFホラーアクションコメディを製作した。アランツァス聖堂の主要な祝祭は毎年9月9日に行われる。

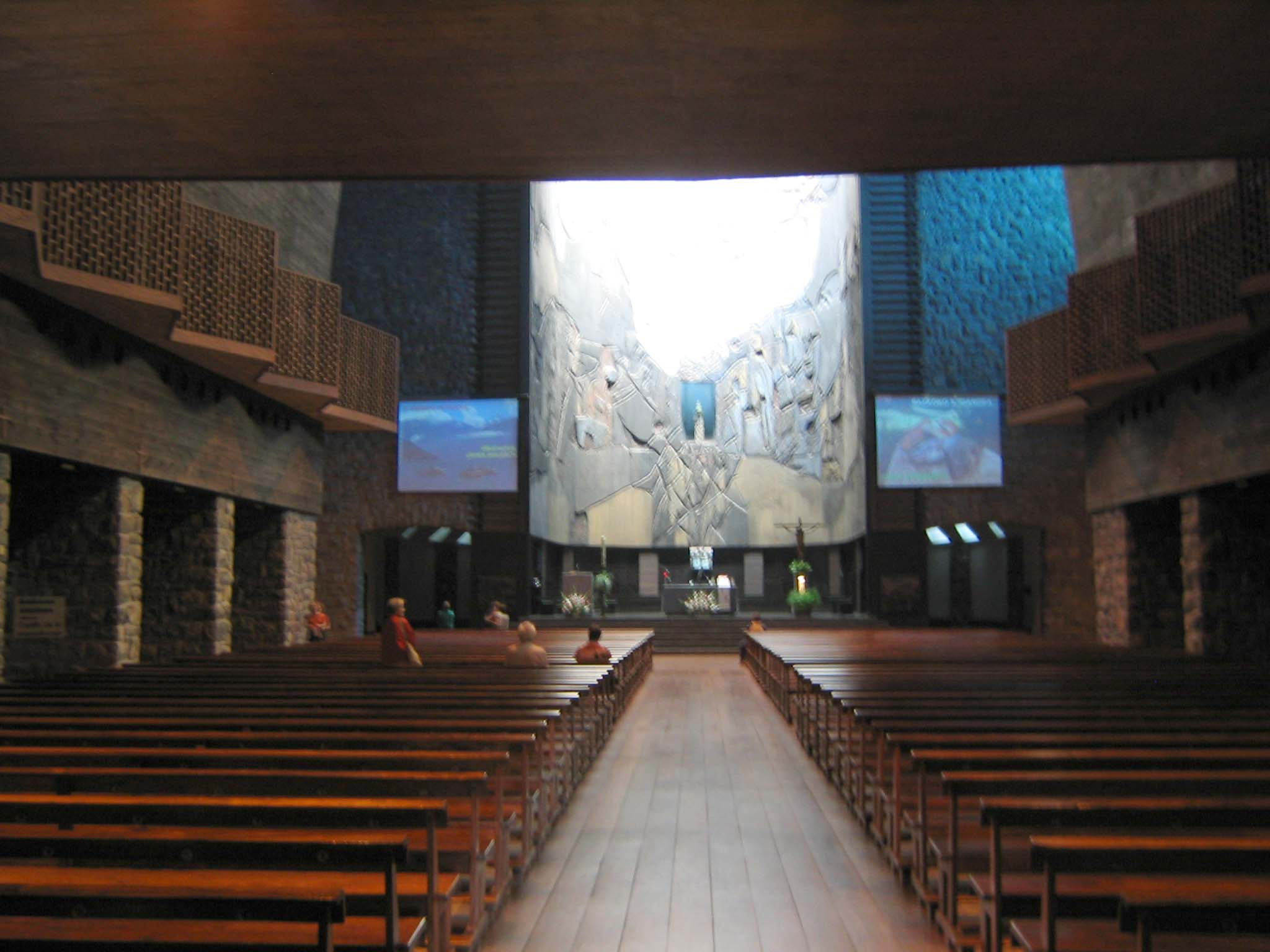
バシリカの身廊
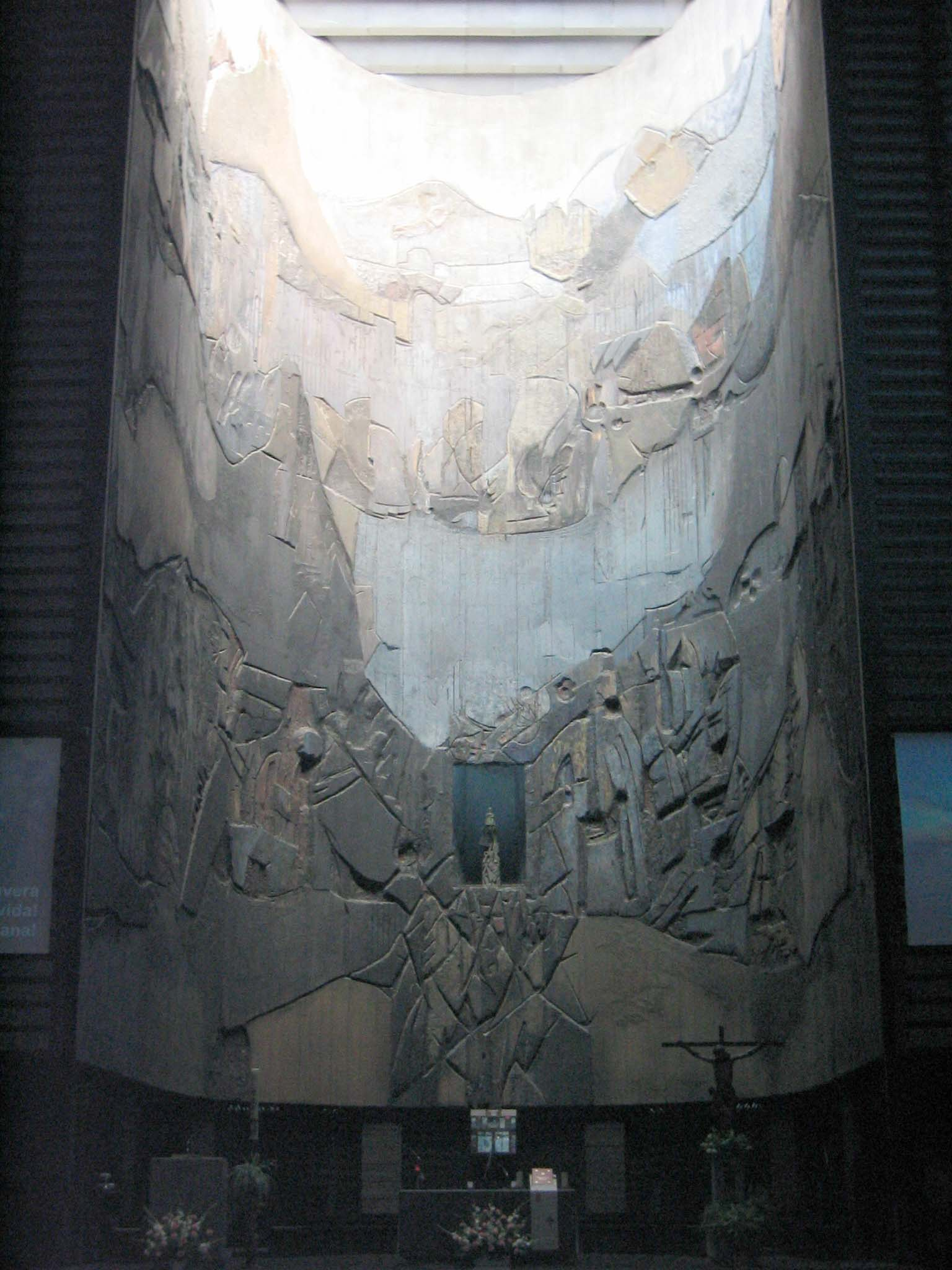
ムニョスによる装飾
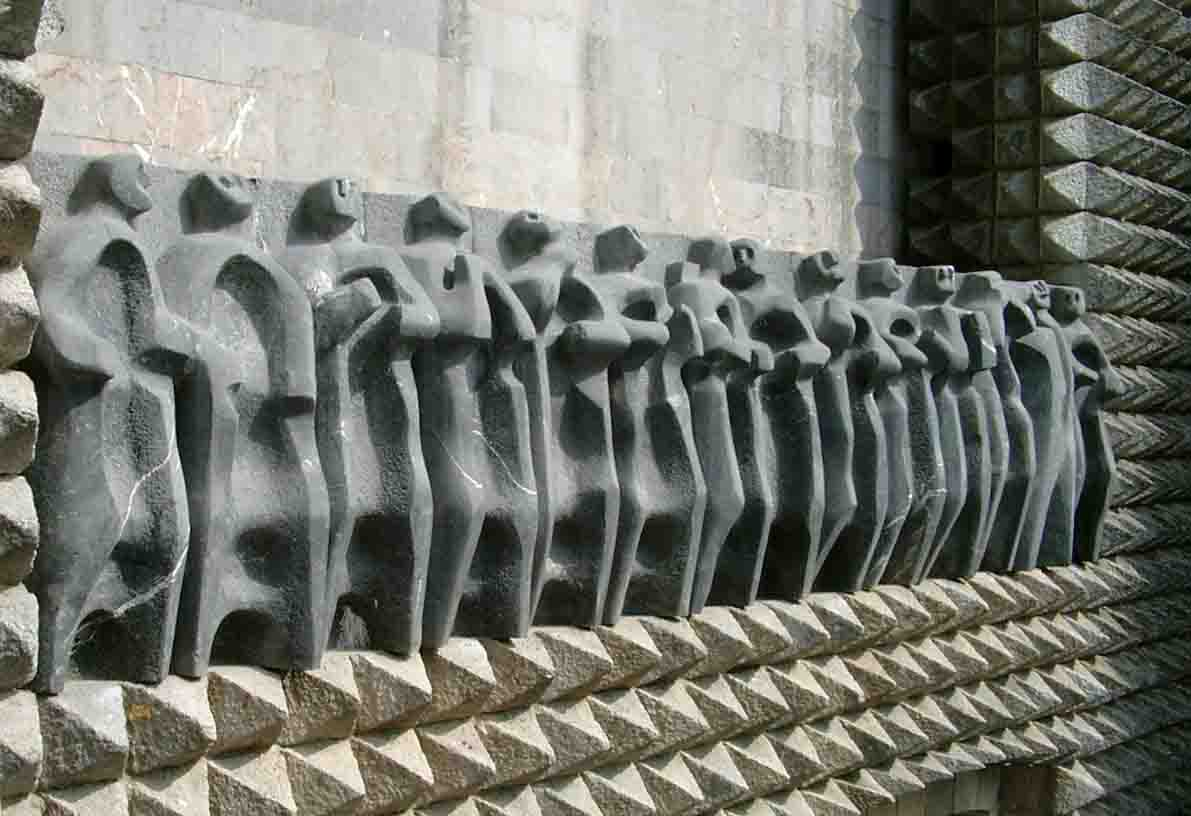
オテイサによる彫刻『十四人の使徒』
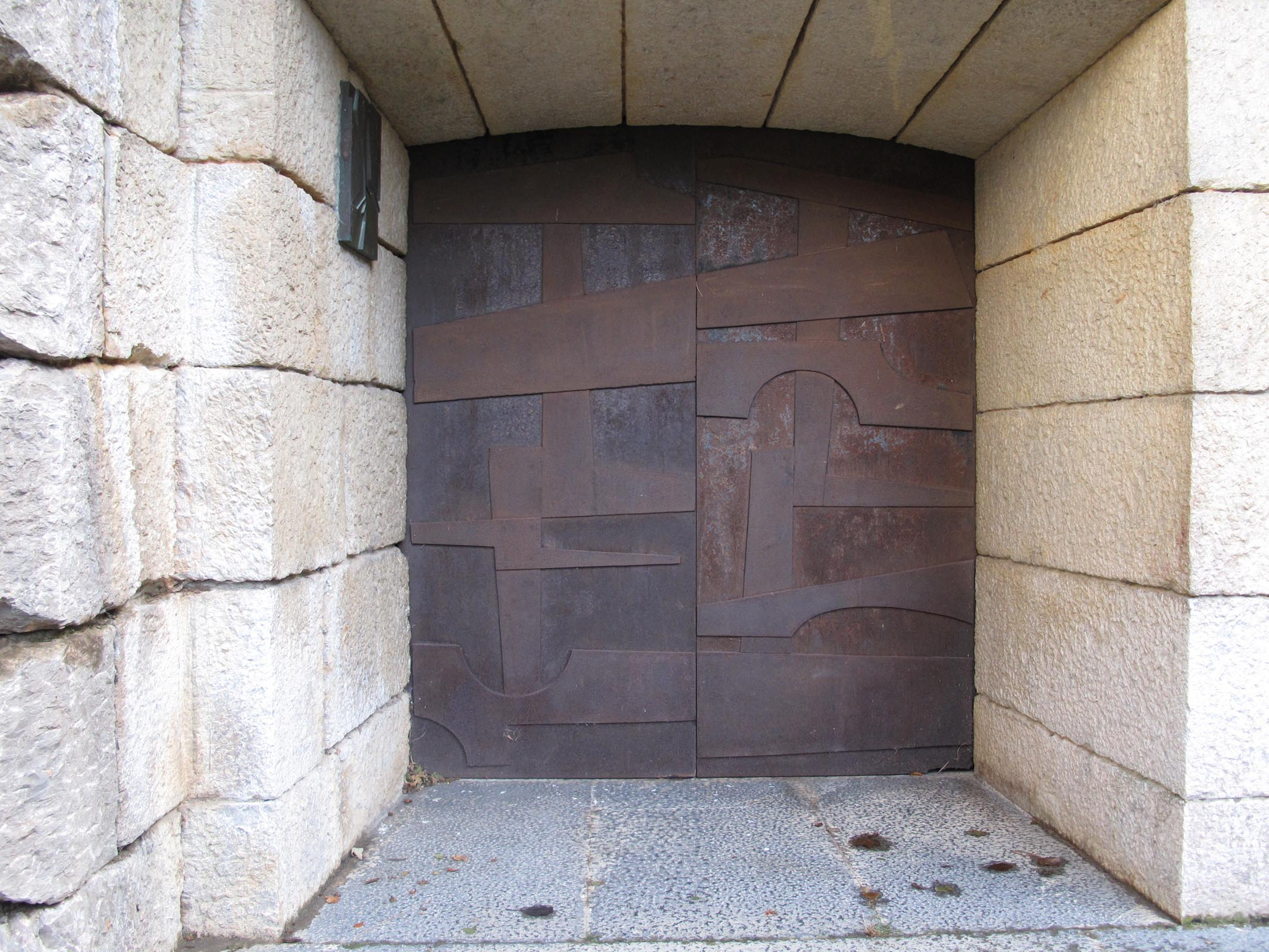
チリーダによる彫刻
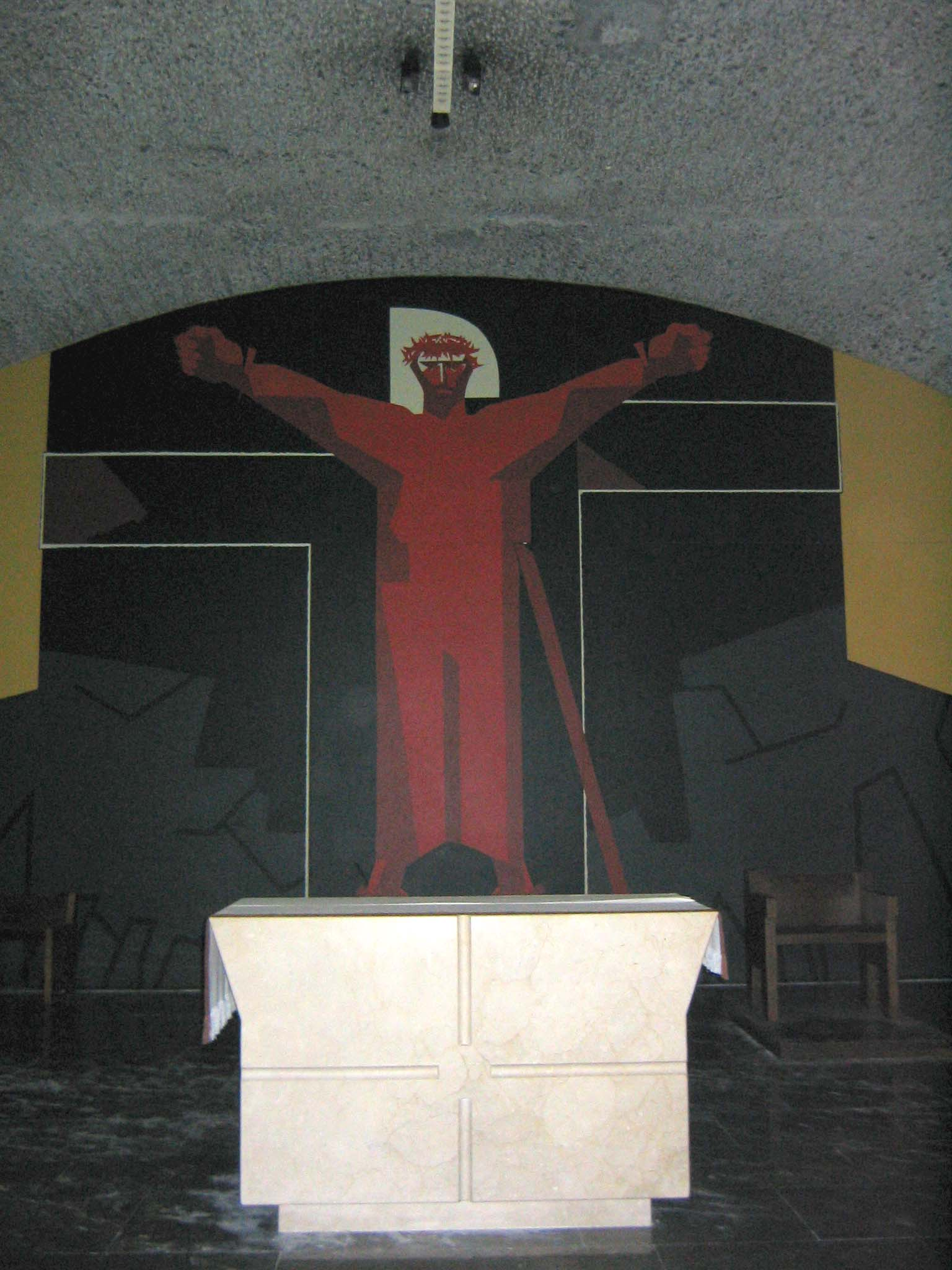
バステレチェアによる絵画『キリストの復活』
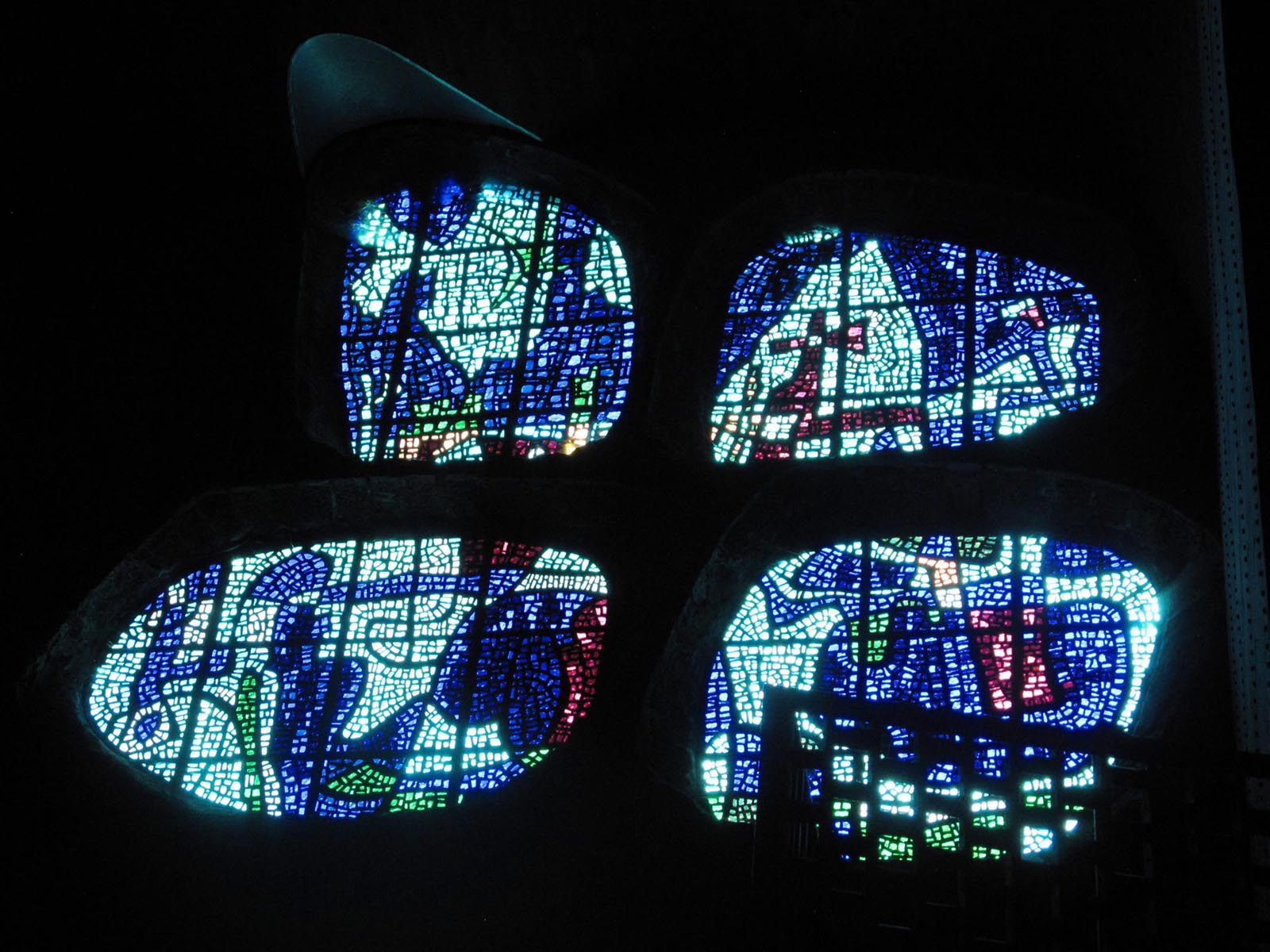
エラウテによるステンドグラス

## 文献

### その他
- Anasagasti, fray Pedro de（ペドロ・アナサガスティ）: Aránzazu. ギプスコア県: フランシスカーナ・アランサス出版, 1975年. ISBN 84-7240-086-7.
- Anasagasti, fray Pedro de（ペドロ・アナサガスティ）: La basílica de Aránzazu (folleto).
- Joxe Azurmendi (ホセ・アスルメンディ), Joseba Intxausti, Javier Garrido, Migel Alonso Del Val (2007): The Sanctuary of Arantzatzu, Fontanellato: FMR, ISBN 978-88-216-7063-3